# WVV Wageningen in het seizoen 1967/68
Het seizoen 1967/1968 was het 14e jaar in het bestaan van de Wageningense betaaldvoetbalclub Wageningen. De club kwam uit in de Tweede divisie en eindigde daarin op de eerste plaats, dit hield in dat de club rechtstreeks promoveerde naar de Eerste divisie. Tevens deed de club mee aan het toernooi om de KNVB beker, hierin werd de club in de groepsfase uitgeschakeld.

## Wedstrijdstatistieken

### Tweede divisie
|       | AGOVV | Baronie | SC Drente | EDO   | Excelsior | Fortuna | Gooiland | De Graafschap | Heerenveen | Helmond Sport | Hermes DVS | Hilversum | Limburgia | NOAD  | PEC   | Roda JC | Veendam | ZFC   | Zwolsche Boys |
| ----- | ----- | ------- | --------- | ----- | --------- | ------- | -------- | ------------- | ---------- | ------------- | ---------- | --------- | --------- | ----- | ----- | ------- | ------- | ----- | ------------- |
| Thuis | 3 – 1 | 5 – 1   | 5 – 2     | 2 – 0 | 1 – 0     | 2 – 3   | 1 – 1    | 4 – 1         | 2 – 0      | 1 – 1         | 3 – 0      | 2 – 1     | 2 – 1     | 3 – 2 | 2 – 2 | 3 – 1   | 1 – 1   | 0 – 0 | 2 – 0         |
| Uit   | 0 – 1 | 6 – 4   | 2 – 1     | 0 – 0 | 2 – 2     | 0 – 2   | 0 – 2    | 1 – 2         | 1 – 0      | 1 – 1         | 0 – 1      | 0 – 3     | 3 – 2     | 3 – 1 | 1 – 3 | 2 – 2   | 2 – 1   | 1 – 2 | 2 – 1         |

### KNVB beker
| Groepsfase                                          | N.E.C.                                         | 2 – 1 (0 – 1) | Wageningen                               |
| 31 december 1967 Plaats: Nijmegen Goffertstadion    | Chris Geutjes 55' Tini van Reeken 63'          |               | 18' Marcel Broecks                       |
| Groepsfase                                          | Wageningen                                     | 2 – 3 (0 – 3) | Vitesse                                  |
| 25 februari 1968 Plaats: Wageningen Wageningse Berg | Eef Eichelsheim 67' (e.d.) Frans van Ernst 77' |               | 9', 42' Hans Verhagen 21' Johan Wieringa |
| Groepsfase                                          | HVC                                            | 1 – 1 (1 – 1) | Wageningen                               |
| 24 maart 1968 Plaats: Amersfoort Birkhoven          | Mosje Temming –' (pen.)                        |               | 35' Ton van de Weerd                     |

## Statistieken Wageningen 1967/1968

### Eindstand Wageningen in de Nederlandse Tweede divisie 1967 / 1968
| Stand | Gespeeld | Gewonnen | Gelijk | Verloren | Punten | Doelpunten voor | Doelpunten tegen |
| ----- | -------- | -------- | ------ | -------- | ------ | --------------- | ---------------- |
| 1e    | 38       | 21       | 9      | 8        | 51     | 75              | 45               |

### Topscorers
| #                | Naam                         | Goal |
| ---------------- | ---------------------------- | ---- |
| 1.               | Marcel Broecks               | 20   |
| 2.               | Henny Roelofs                | 16   |
| 3.               | Frans van Ernst              | 10   |
| 4.               | Joop van Viegen              | 9    |
| 5.               | Ton van de Weerd             | 7    |
| 6.               | Cees Loffeld                 | 5    |
| 7.               | Henk Janssen                 | 4    |
| 8.               | Marius van Reemst            | 2    |
| Eigen doelpunten |                              |      |
| –                | Jan de Vries (Zwolsche Boys) | 1    |
| –                | Peter Wiegmink (AGOVV)       | 1    |
| Totaal           | Totaal                       | 75   |

| #                | Naam                      | Goal |
| ---------------- | ------------------------- | ---- |
| 1.               | Marcel Broecks            | 1    |
| 1.               | Frans van Ernst           | 1    |
| 1.               | Ton van de Weerd          | 1    |
| Eigen doelpunten |                           |      |
| –                | Eef Eichelsheim (Vitesse) | 1    |
| Totaal           | Totaal                    | 4    |

## Voetnoten
AGOVV · Baronie · SC Drente · EDO · Excelsior · Fortuna · Gooiland · De Graafschap · Heerenveen · Helmond Sport · Hermes DVS · Hilversum · Limburgia · NOAD · PEC · Roda JC · Veendam · Wageningen · ZFC · Zwolsche Boys